# Молдавица
Молдавица (рум. Moldovița) насеље је града Нова Молдава, жупанија Караш-Северен у Румунији. Налази се на надморској висини од 657 м.

## Становништво
Према подацима из 2002. године у насељу је живело 309 становника, од којих су сви румунске националности.